# Гречанка (телесериал)
Гречанка — украинский мелодраматический телесериал. Премьера состоялась 12 января 2015 года на телеканале «Интер». 9 января 2017 года состоялась премьера сериала в России на «Первом канале».

## Сюжет
Главная героиня Таня Куликова работает экскурсоводом в небольшом провинциальном музее. Она серьёзно интересуется искусством, а особенно — искусством Древней Греции. Сама она также внешне похожа на гречанку. Благодаря своему увлечению, она знакомится с арт-дилером из столицы — Григорием Середой. После замужества у Татьяны начинаются конфликты со свекровью и любовницей мужа.

## Производство
Съёмки сериала велись в 2014 году в Киеве, как на улицах, так и на киностудии FILM.UA. В съёмочном павильоне было создано 60 локаций, среди которых больница, следственный изолятор, дома, гостиницы. В качестве реквизита были использованы более 300 репродукций известных картин. Предметы интерьера покупались на блошиных рынках или заказывались в Европе. Раритетная мебель в основном бралась в аренду. На съёмках были задействованы преимущественно украинские актёры.
После премьеры сериала он стал лидером по числу интернет-запросов среди украинских пользователей. Также сериал стал лидером в украинском телепрокате, его посмотрели около 4,3 миллиона человек. Весной 2015 года креативный продюсер Олеся Лукьяненко допустила, что может быть снято продолжение, которому, однако, так и не суждено было выйти.
В России премьера также встретила ажиотаж. Множество зрителей были заинтересованы идеей о возможном продолжении сериала и о втором сезоне. Высказался по этому поводу и известный российский кинокритик Владимир Буданович в своём популярном киножурнале «Афиша» в рубрике «Мысли и рецензии»:

«Этот сериал, он показывает историю, казалось бы, скучного раскрученного стереотипа о богатом женихе и бедной невесте, которой, конечно же, по законам штампов, он будет изменять и обманывать её. В этом есть доля правды. Но сериал снят прекрасным образом. В нём есть и доля неправдоподобности, которая также очень важна, и интереснейший, не такой банальный, сюжет, и музыка подобрана очень качественно. Видно, именно к „Гречанке“ подошли основательно, зрительские симпатии тому подтверждение».

## В главных ролях
- Ольга Гришина — Татьяна, гречанка, жена Григория (5-44 серии), возлюбленная Сергея
- Антон Феоктистов — Григорий, арт-дилер, муж Татьяны (5-44 серии)
- Ольга Сумская — София Николаевна, мать Григория
- Виктория Литвиненко — Ирина, любовница Григория
- Алёна Алымова — дочь Софьи
- Алексей Фатеев — Сергей, сосед Татьяны и Григория, возлюбленный Татьяны
- Дмитрий Сова
- Елена Колесниченко
- Виктория Булитко — Юля, подруга Татьяны
- Сергей Радченко